# Резовска мряна
Резовската мряна (Barbus tauricus), също приморска мряна, е вид лъчеперка от семейство Шаранови (Cyprinidae). Видът е уязвим и сериозно застрашен от изчезване.

## Разпространение и местообитание
Разпространен е в Украйна.
Обитава сладководни и полусолени басейни, скалисти дъна на морета, реки и потоци.

## Описание
На дължина достига до 70 cm.